# Vävtextil

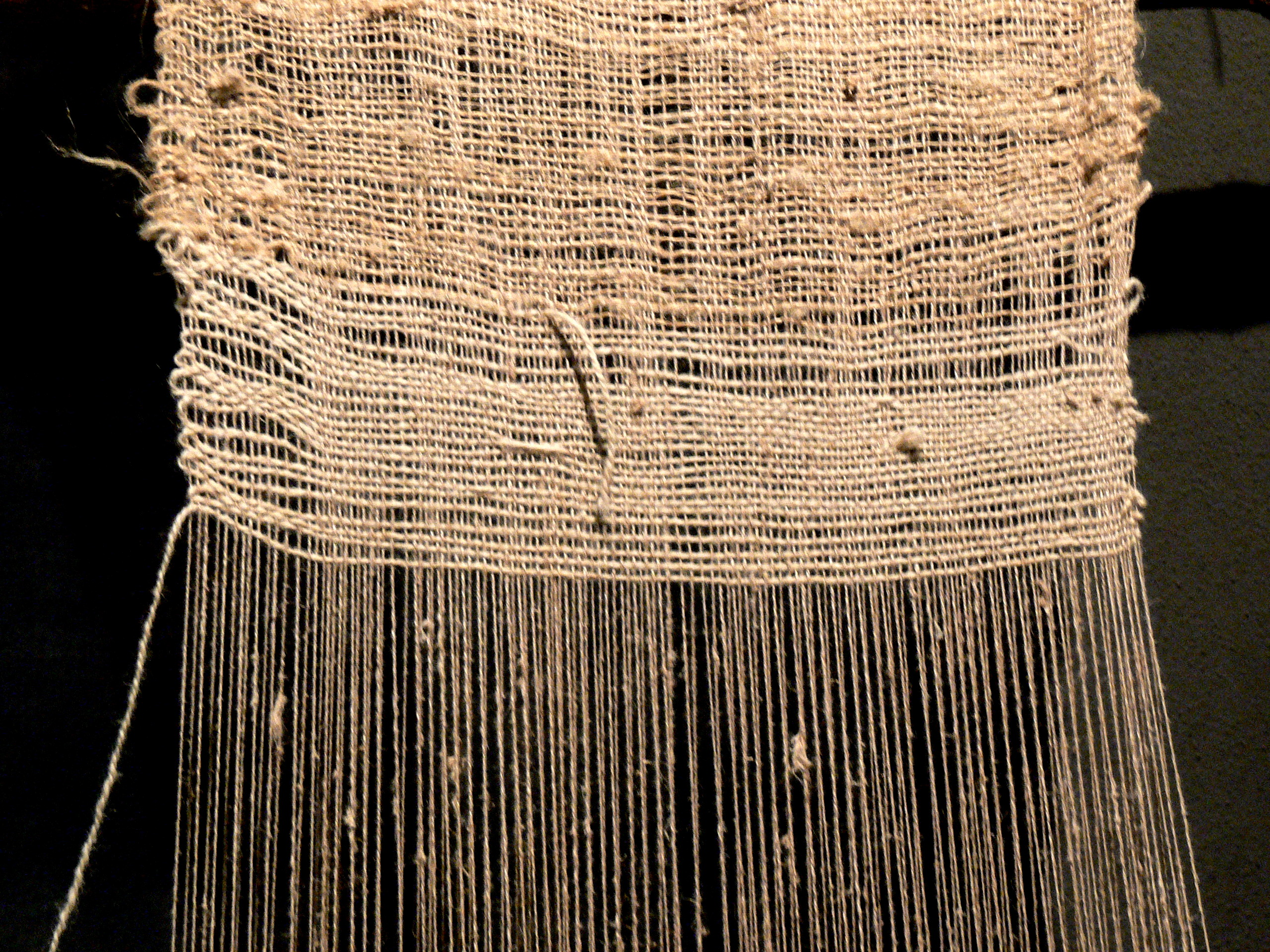
Vävtextil från 1100 till 800 före Kristus

Vävtextil kallas tyg som har vävts samman med hjälp av en mekanisk anordning som kallas vävstol. Vävda tyger är vanligt förekommande i bl.a. kläder. Vävda tyger som klippts till för att bli till exempel kläder behöver ofta kantsys för att förhinda tyget från att fransa sig. Vävda tyger kan tillverkas av naturligt förekommande fibrer (naturfiber) som till exempel bomull eller av syntetiska material (konstfiber)som till exempel nylon.